# Internationale luchthaven Milano-Malpensa
De luchthaven Milaan-Malpensa (Italiaans: Aeroporto di Milano-Malpensa; IATA: MXP, ICAO: LIMC) is een internationale luchthaven in de buurt van de grootste stad van Noord-Italië Milaan. Ze ligt op ongeveer 45 km noordwestelijk van het centrum van Milaan in de provincie Varese, nabij Case Nuove, Ferno en Lonate Pozzolo. In 2016 verwerkte Malpensa 548.769 ton vracht, daarmee was het de grootste vrachtluchthaven van Italië en stond het wereldwijd op de 44e plaats. 
Naast Malpensa is er nog een tweede internationale Milanese luchthaven, Linate. Beide worden geëxploiteerd door SEA-Aeroporti di Milano, waarvan de stad en de provincie Milaan meerderheidsaandeelhouder zijn. Een derde "Milanese" luchthaven, luchthaven Orio al Serio nabij Bergamo, wordt vooral gebruikt voor vrachtverkeer en door prijsvechters.
Er zijn twee terminals: 
- Terminal 1, geopend in 1998, aan de westkant van de luchthaven, verwerkt nationale en internationale lijn- en chartervluchten. Het treinstation van de luchthaven bevindt zich vlak bij deze Terminal 1; vandaar verbindt de Malpensa-Express, die elk half uur naar het centrum van Milaan vertrekt.
- Aan de noordzijde van het luchthaventerrein bevindt zich de oudere Terminal 2, die voornamelijk gebruikt wordt door low cost-maatschappijen. Malpensa heeft ook nog een grote vrachtterminal aan de zuidwestzijde.

## Geschiedenis
Reeds in 1909 richtten de luchtvaartpioniers Giovanni Agusta en Gianni Caproni een vliegveld in nabij de "cascina Malpensa" voor hun prototypes. Later werd het terrein ook voor militaire doeleinden gebruikt en kwam er een vliegschool. Na de Tweede Wereldoorlog namen een aantal industriëlen uit de regio het beheer van het vliegveld over met de bedoeling er een regionaal ontwikkelingscentrum van te maken. In 1948 werd het officieel geopend voor de burgerluchtvaart; het kreeg toen de naam Aeroporto "Città di Busto Arsizio". Nadien namen de stad Milaan en de provincie Milaan een meerderheidsbelang in de exploitatiemaatschappij van de luchthaven, die in 1955 hernoemd werd tot Società Esercizi Aeroportuali - S.E.A..
Vanaf 1960 werden de nationale en Europese vluchten verplaatst naar Milaan-Linate, en werd Malpensa de intercontinentale luchthaven voor Milaan en het noorden van Italië. De huidige Terminal 2 dateert uit deze periode.
Een groot uitbreidingsproject, Malpensa 2000, leidde in 1998 tot de opening van de nieuwe Terminal 1. Luchtvaartmaatschappijen werden toen, soms tegen hun zin, verplicht om geheel of gedeeltelijk hun activiteiten van Linate, dat veel dichter bij de stad ligt, naar Malpensa te verplaatsen.
Op het einde van 2007 kondigde Alitalia aan dat het Malpensa niet meer als hub zou gebruiken, en Rome Fiumicino verder als hub uitbouwen wilde. Vanaf 30 maart 2008 verminderde Alitalia het aantal vluchten vanuit Malpensa van 177 naar 50 per dag, met nog drie intercontinentale vluchten naar Newark, São Paulo en Tokio. Dit verlies werd enigszins gecompenseerd door de aankondiging, in april 2008, van een strategische overeenkomst tussen Lufthansa en het luchthavenbedrijf SEA. De Duitse luchtvaartmaatschappij zou vanaf 2009 haar aanwezigheid op Malpensa sterk uitbreiden, in de eerste plaats via haar Italiaanse dochter Air Dolomiti.

## Vervoer en bereikbaarheid
De luchthaven is direct verbonden met Milaan en omliggende regio's via het spoor en de weg. Een gratis shuttlebus verbindt Terminals 1 en 2 met een frequentie van ongeveer 20 minuten, 24 uur per dag.

### Trein
De Malpensa Express is de belangrijkste spoorverbinding tussen de luchthaven en het centrum van Milaan en wordt geëxploiteerd door Trenord. De dienst biedt twee routes:
- Een lijn naar Station Milano Centrale, met een reistijd van ongeveer 51 minuten.
- Een lijn naar station Milano Cadorna, met een reistijd van ongeveer 37 minuten.

Beide lijnen bedienen zowel Terminal 1 als Terminal 2.

### Bus
Diverse busmaatschappijen bieden directe verbindingen aan tussen de luchthaven en belangrijke bestemmingen zoals het centraal station van Milaan, de luchthaven Linate en steden in de regio. De belangrijkste aanbieders zijn:
- Autostradale: Biedt een frequente dienst aan tussen Malpensa en Station Milano Centrale.[6]
- Malpensa Shuttle (Air Pullman): Verbindt de luchthaven eveneens met het centraal station van Milaan.
- Terravision: Exploiteert ook een directe busdienst naar het centraal station van Milaan.[7]
- Flibco: Biedt directe verbindingen met steden zoals Turijn[8] en Novara.[9]

### Auto
De luchthaven is gemakkelijk bereikbaar met de auto via de snelweg A8 als men uit Milaan komt, of via de snelweg A4 vanuit het westen en oosten. De route naar de terminals staat duidelijk aangegeven op de snelwegborden.

## Verkeer
| Jaar               | Passagiers | Vliegbewegingen | Cargo (ton) |
| ------------------ | ---------- | --------------- | ----------- |
| 2008               | 19.221.632 | 218.476         | 415.952     |
| 2007               | 23.885.391 | 267.941         | 486.666     |
| 2006               | 21.767.267 | 247.456         | 419.128     |
| 2005               | 19.630.514 | 227.718         | 384.752     |
| 2004               | 18.554.874 | 218.048         | 361.237     |
| 2003               | 17.621.585 | 213.554         | 362.587     |
| 2002               | 17.441.250 | 214.886         | 328.241     |
| 2001               | 18.570.494 | 236.409         | 323.707     |
| 2000               | 20.716.815 | 249.107         | 301.045     |
| Bron: Assaeroporti |            |                 |             |

De drie Milanese luchthavens Malpensa, Linate en Orio al Serio handelden in 2007 meer dan 39 miljoen passagiers af.